# Adobe RGB (1998)

Диаграмма цветности CIE 1931 xy, показывающая чёрным треугольником охват цветов пространством Adobe RGB (1998). В центре показана опорная белая точка стандартного источника света CIE D65.

Adobe RGB (1998) — цветовое пространство, разработанное компанией Adobe Systems, Inc. в 1998 году. Оно было создано, чтобы охватить большинство оттенков, достижимых на цветных принтерах CMYK, но при использовании основных цветов RGB на таких устройствах, как компьютерный дисплей. Цветовое пространство Adobe RGB (1998) охватывает около 50 % видимых цветов, определяемых цветовым пространством CIELAB, что улучшает диапазон цветового пространства sRGB, главным образом, в зелено-голубых тонах.

## Предыстория
Начиная с 1997 года компания Adobe Systems занималась созданием ICC-профиля, который могли бы использовать её потребители в связке с новыми функциями управления цветом программы Adobe Photoshop. Поскольку в то время не многие приложения использовали какие-либо средства управления цветом, большинство операционных систем не поставлялось с подходящими профилями.
Ведущий разработчик Photoshop Томас Нолл (Thomas Knoll) принял решение создать ICC-профиль на основе требований, найденных им в описании стандарта SMPTE 240M (предшественника Rec. 709). Диапазон SMPTE 240M был немного шире, чем текущее цветовое пространство sRGB. Однако с приближением выхода Photoshop 5.0 компания Adobe приняла решение включить профиль в программное обеспечение.
Хотя пользователям понравился более широкий диапазон воспроизводимых цветов, специалисты, знакомые с требованиями SMPTE 240M, связались с Adobe, уведомив компанию, что она скопировала идеализированные величины стандарта, а не фактические. Реальные значения были намного ближе к sRGB, которые не устраивали активных пользователей Photoshop в качестве рабочей среды. Хуже того, инженер допустил ошибку при копировании исходных координат красного цвета, что привело к ещё более искаженному представлению стандарта SMPTE.
Adobe испробовал множество приемов для исправления профиля, таких как коррекция исходного красного цвета и изменение белой точки в соответствии со стандартным источником света CIE D50, но все поправки ухудшили преобразование CMYK. В итоге, Adobe приняла решение сохранить «неправильный» профиль, но поменяла название на Adobe RGB (1998) в целях исключения поиска или нарушения прав на товарный знак.

## Характеристики

### Эталонные условия просмотра
| Показатель                              | Значение                                       |
| --------------------------------------- | ---------------------------------------------- |
| Уровень яркости белой точки             | 160.00 кд/м2                                   |
| Уровень яркости чёрной точки            | 0.5557 кд/м2 (0.0034731 % яркости белой точки) |
| Коэффициент контрастности               | 287.9                                          |
| Уровень освещенности окружающей среды   | 32 лк                                          |
| Эталонный уровень яркости фона монитора | 32.00 кд/м2 (20 % яркости белой точки)         |
| Видимость фона                          | 2 кд/м2                                        |

Цвета в Adobe RGB (1998) заданы, как триада [R,G,B], где каждый из элементов R, G и B принимает значения в диапазоне от 0 до 1. При отображении на мониторе, задается точная цветность опорной белой точки [1,1,1], опорной чёрной точки [0,0,0], а также исходных (красной [1,0,0], зелёной [0,1,0] и синей [0,0,1]). Для достижения требований цветового пространства к отображению цвета, яркость монитора должна быть 160,00 кд/м2 в белой точке и 0,5557 кд/м2 в чёрной точке, из чего следует коэффициент контрастности 287,9. Более того, чёрная точка должна иметь такую же цветность, как и белая, но с яркостью равной 0,0034731 % от яркости белой точки. Уровень освещенности окружающей среды на лицевой панели монитора, когда монитор выключен, должен быть 32 Люкса.
Как и в случае с sRGB, в Adobe RGB (1998) значения элементов [R,G,B] не пропорциональны яркости. Вместо этого принимается гамма 2.2, без прямого отрезка вблизи нуля, который представлен в sRGB. Точное значение гаммы 563/256 = 2.19921875. Adobe RGB (1998) охватывает 52,1 % покрытия цветового пространства CIE 1931.
Цветность исходных тонов и белой точки, обе из которых соответствуют стандартному источнику света CIE D65, следующие:
|         | x      | y      |
| ------- | ------ | ------ |
| Красный | 0.6400 | 0.3300 |
| Зелёный | 0.2100 | 0.7100 |
| Синий   | 0.1500 | 0.0600 |
| Белый   | 0.3127 | 0.3290 |

Соответствующие абсолютные трехцветные значения XYZ, для опорных белой и чёрной точек монитора, следующие:
|        | X      | Y      | Z      |
| ------ | ------ | ------ | ------ |
| Белый  | 152.07 | 160.00 | 174.25 |
| Чёрный | 0.5282 | 0.5557 | 0.6052 |

Нормализованные трехцветные значения XYZ можно получить из абсолютных трехцветных значений XaYaZa, следующим образом:
{\displaystyle X={\frac {X_{a}-X_{b}}{X_{w}-X_{b}}}{\frac {X_{w}}{Y_{w}}}}
{\displaystyle Y={\frac {Y_{a}-Y_{b}}{Y_{w}-Y_{b}}}}
{\displaystyle Z={\frac {Z_{a}-Z_{b}}{Z_{w}-Z_{b}}}{\frac {Z_{w}}{Y_{w}}}}
где XbYbZb и XwYwZw — опорные чёрная и белая точки монитора в таблице выше.
Преобразование между нормализованными трехцветными значениями XYZ в Adobe RGB и обратно, может быть сделано следующим образом:
{\displaystyle {\begin{bmatrix}R\\G\\B\end{bmatrix}}={\begin{bmatrix}2.04159&-0.56501&-0.34473\\-0.96924&1.87597&0.04156\\0.01344&-0.11836&1.01517\end{bmatrix}}{\begin{bmatrix}X\\Y\\Z\end{bmatrix}}}
{\displaystyle {\begin{bmatrix}X\\Y\\Z\end{bmatrix}}={\begin{bmatrix}0.57667&0.18556&0.18823\\0.29734&0.62736&0.07529\\0.02703&0.07069&0.99134\end{bmatrix}}{\begin{bmatrix}R\\G\\B\end{bmatrix}}}

### Кодирование цветного изображения ICC PCS
Изображение в пространстве связи профилей (ICC PCS) кодируется в 24-битной кодировке цветного изображения Adobe RGB (1998). Путем применения приведенной ниже матрицы 3х3 (выведенной из инверсии координат цветности цветового пространства и цветовой подстройки к стандартному источнику света CIE D50, используя матрицу преобразования Брэдфорда MBFD), нормализованные трехцветные значения XYZ входного изображения преобразуются в трехцветные значения RGB. Результирующие значения элементов обрезаются до диапазона [0, 1].
{\displaystyle {\begin{bmatrix}R\\G\\B\end{bmatrix}}={\begin{bmatrix}1.96253&-0.61068&-0.34137\\-0.97876&1.91615&0.03342\\0.02869&-0.14067&1.34926\end{bmatrix}}{\begin{bmatrix}X\\Y\\Z\end{bmatrix}}}
Трехцветные значения RGB далее преобразуются в элементные значения Adobe RGB — R’G’B' с использованием следующих передаточных функций элементов:
{\displaystyle R'=R^{\frac {256}{563}},} {\displaystyle G'=G^{\frac {256}{563}},} {\displaystyle B'=B^{\frac {256}{563}}}
Итоговые значения элементов затем представляются в кодировках с плавающей запятой или целыми числами. Если потребуется перекодировать значения из PCS обратно в пространство устройства ввода, то может быть применена следующая матрица:
{\displaystyle {\begin{bmatrix}X\\Y\\Z\end{bmatrix}}={\begin{bmatrix}0.60974&0.20528&0.14919\\0.31111&0.62567&0.06322\\0.01947&0.06087&0.74457\end{bmatrix}}{\begin{bmatrix}R\\G\\B\end{bmatrix}}}

## Сравнение с sRGB

### Цветовой охват

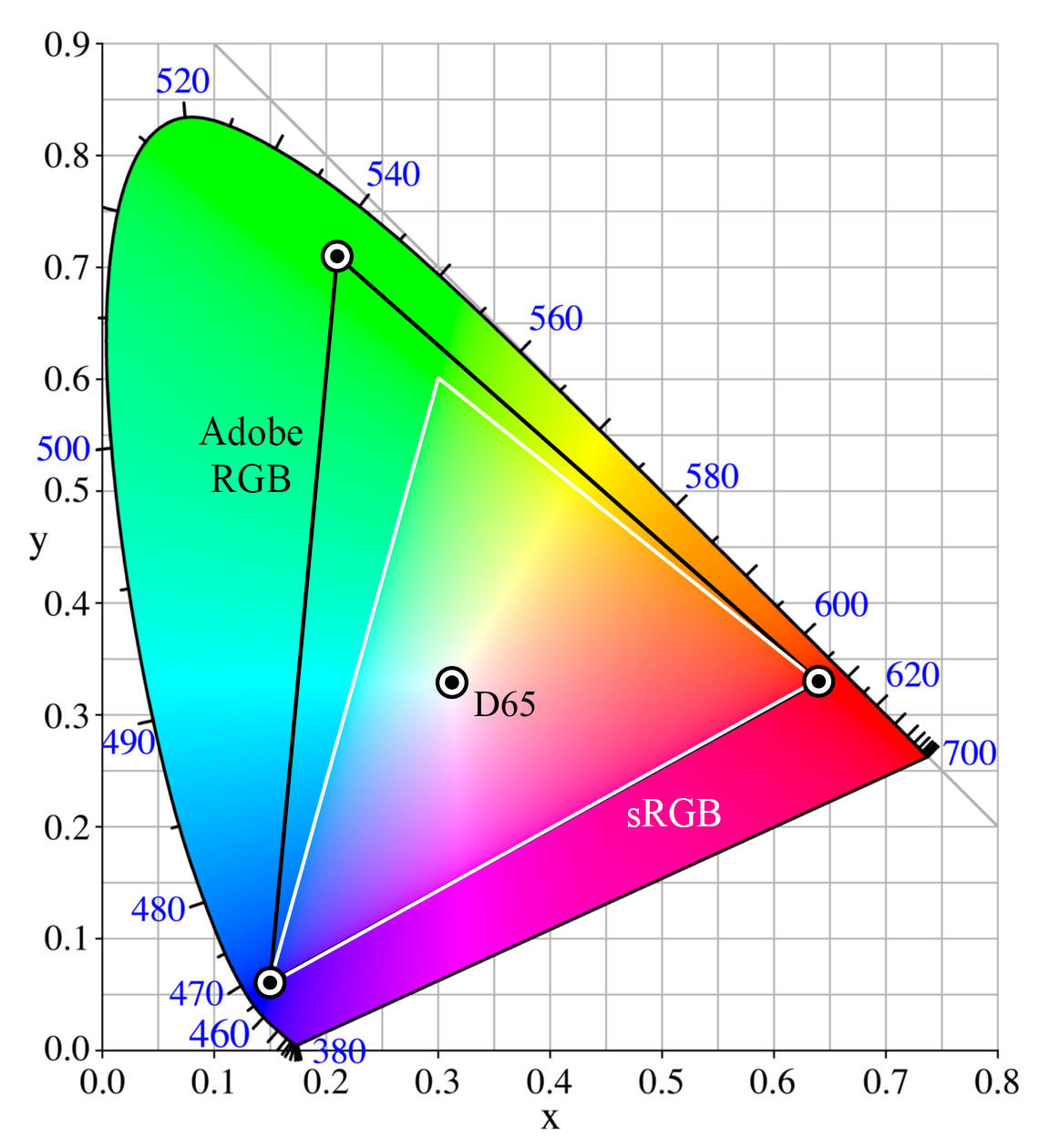
Сравнение цветового пространства Adobe RGB (1998) и цветового охвата sRGB на диаграмме цветности CIE 1931 xy. Диапазон sRGB лишён зелёно-голубых тонов.

sRGB — это цветовое пространство RGB, предложенное HP и Microsoft в 1996 году, для отображения цветового охвата широко используемыми (в то время) устройствами отображения компьютера (ЭЛТ). С того времени sRGB служит критерием «лучшего предположения» того, как чей-либо монитор отображает цвет, он стал стандартным цветовым пространством для представления изображений в интернете. Цветовой диапазон sRGB охватывает только 35 % видимых цветов, определённых CIE, тогда как Adobe RGB (1998) охватывает немного больше 50 % всех видимых цветов. Adobe RGB (1998) расширяется в область более глубоких голубых и зелёных цветов, в отличие от области sRGB — для всех уровней яркости. Два диапазона часто сравниваются в значениях средних тонов (яркость ~50 %), но четкие различия наблюдаются также в тенях (яркость ~25 %), и в светлых тонах (яркость ~75 %). Фактически, Adobe RGB (1998) распространяет свои возможности в областях глубоких тонов оранжевого, жёлтого и пурпурного.
Хотя есть значительная разница между областями охвата тонов в диаграмме цветности CIE xy, если координаты были преобразованы в соответствии с диаграммой цветности CIE uv, которая точнее выражает видимую глазом вариативность оттенков, то разность в области охвата зелёного гораздо меньше преувеличенной. К тому же, Adobe RGB (1998) может теоретически представлять более широкий диапазон цветов, пространство цветов нуждается в специальном программном обеспечении и сложном технологическом процессе в порядке использования его полного диапазона. Иначе, создаваемые оттенки будут сжаты в более узкий интервал (делая их представление тусклым), в порядке соответствия более широко используемому диапазону sRGB.

### Распределение битовой глубины
Хотя рабочее пространство Adobe RGB (1998) очевидно предоставляет больше цветов для применения, другой фактор следует учитывать при выборе между цветовыми пространствами — то, как каждое пространство влияет на распределение битовой глубины изображения. Цветовые пространства с большими диапазонами «растягивают» биты по расширенной области цветов, тогда как с меньшими диапазонами эти биты собираются в ограниченной области.
Схожее, но не такое резкое скопление глубины цвета происходит в Adobe RGB (1998) относительно sRGB, за исключением трёх измерений, а не одного. Цветовое пространство Adobe RGB (1998) охватывает примерно на 40 % больше объёма, чем цветовое пространство sRGB, что означает возможность использовать только 70 % имеющейся битовой глубины, если цвета в Adobe RGB (1998) не востребованы. И наоборот, может иметься избыток «свободных» битов при использовании 16-битного изображения, что исключает любое усечение вследствие выбора рабочего пространства.